# Riotgod
Riotgod war eine US-amerikanische Rockband aus Red Bank, New Jersey.

## Geschichte
Die beiden Monster-Magnet-Mitglieder Jim Baglino (Bass) und Bob Pantella (Schlagzeug) spielten 2006 während der Monster Magnet-Tour mit den Gedanken, ihren eigenen musikalischen Ideen nachzugehen. Dies konkretisierte sich während der Tourpause von Monster Magnet im Jahr 2007 und es wurde begonnen, sich nach Gitarristen und Sängern umzusehen. Schließlich wurden Garrett Sweeny an der Gitarre und Mark Sunshine als Sänger verpflichtet. Der Name Riotgod wurde in Anlehnung an ein Musikprojekt von Mark Sunshine gewählt.
Das erste Album wurde zunächst in Eigenverantwortung aufgenommen.
Stilistisch kategorisiert werden kann die Band als Space Rock, Hard Rock und/oder Stoner Rock. Laut einem Review des Rock Hard-Magazins bewegt sich das Album Riotgod zwischen Monster Magnet, Kyuss und Soundgarden, was vor allem auf Mark Sunshines Gesang zurückzuführen sei. Der Schlagzeuger der Band, Bob Pantella, bezeichnet den Stil von Riotgod in einem Interview als Hard Rock.
Nach einigen lokalen Shows im Großraum New York kam es 2009 schließlich zu einer ersten Tour durch den mittleren Westen der Vereinigten Staaten sowie durch Kanada.
2010 unterzeichnete die Band einen Plattenvertrag bei dem Label Metalville Records, welches deren selbst produziertes Debütalbum neu auflegte. Im September 2010 folgte eine Europa-Tour mit einigen Stationen in Belgien, den Niederlanden, Deutschland sowie Österreich und der Schweiz.
Am 21. Oktober 2011 erschien in Europa das zweite Album Invisible Empire. Eine geplante Europa-Tour, die im Oktober auch in Europa durchgeführt werden sollte, musste abgesagt werden und wurde schließlich Ende Februar bis Anfang März zusammen mit der Band Astral Doors durchgeführt. Jim Baglino stieg zwischenzeitlich aus und wurde auf der Tour durch Erik Boe ersetzt.
Anfang 2012 brachte Riotgod auch eine Single mit zwei Liedern auf 10" Vinyl heraus, welche ein Cover des Queen-Songs Death on 2 Legs enthält.
Am 14. April 2012 ließ Mark Sunshine auf seiner Facebook-Seite verkünden, dass er nicht mehr Teil der Band sein werde, Riotgod aber weiterhin bestehen soll. Anlässlich eines geplanten Auftritts der Band auf dem Wacken Open Air stieß Mark Sunshine im Juli 2012 jedoch wieder zu der Band, so dass im Anschluss eine Tour mit wenigen Terminen in Deutschland und Österreich angesetzt werden konnte.
Für 2013 kündigte die Band auf ihrem Facebook-Profil am 30. November 2012 Arbeiten an neuem Material an. Das Album Driven Rise erschien am 21. Februar 2014 in Europa und am 18. März 2014 in den USA und ist sowohl auf CD als auch auf Schallplatte erhältlich.
Im August 2014 stiegen sowohl Gitarrist Garret Sweeny als auch Drummer Bob Pantella aus Riotgod aus. Als ein Grund wurden die Schwierigkeiten genannt, gemeinsame Termine für Touren etc. zu finden, da sich beide noch in anderen Bands (Monster Magnet, The Atomic Bitchwax) betätigen. Eric Boe wechselte vom Bass an die Gitarre.
2014 bildete nur noch Mark Sunshine die Band, die er nun als „Riotgod Version 4“ bezeichnet. Arbeiten an neuem Material waren angekündigt, jedoch wurde am 13. Dezember 2017 via Facebook bekannt gegeben, dass die Band schon seit 2015 nicht mehr existiere.

## Diskografie
- 2010: Riotgod
- 2011: Invisible Empire
- 2012: Beg for Power (10" Single)
- 2014: Driven Rise